# Lifelines (álbum de I Prevail)
Lifelines es el álbum de estudio debut de la banda estadounidense de Metalcore I Prevail. Fue lanzado el 21 de octubre de 2016. La banda encabezó el "Strike the Match Tour", para promocionar el álbum, con The White Noise, My Enemies & I, y Bad Seed Rising. "Scars" fue lanzado como el primer sencillo del álbum. El álbum llegó al # 15 en el Billboard 200 vendiendo 19,500 copias en su primera semana y para septiembre de 2017 vendió alrededor de 93,000 copias solo en los Estados Unidos.

## Recepción
El álbum recibió críticas mixtas y positivas de parte de los críticos, y la mayoría afirmó que el álbum era un esfuerzo de metalcore promedio, mientras que aún pisaba su lado melódico.

## Lista de canciones
| N.º   | Título                 | Duración |  |
| 1.    | «Scars»                | 3:49     |  |
| 2.    | «Stuck in Your Head»   | 3:34     |  |
| 3.    | «Lifelines»            | 3:21     |  |
| 4.    | «Come and Get It»      | 3:01     |  |
| 5.    | «Chaos»                | 3:32     |  |
| 6.    | «Alone»                | 3:41     |  |
| 7.    | «Outcast»              | 3:04     |  |
| 8.    | «RISE»                 | 3:14     |  |
| 9.    | «Already Dead»         | 2:40     |  |
| 10.   | «Pull the Plug»        | 3:17     |  |
| 11.   | «One More Time»        | 3:13     |  |
| 12.   | «My Heart I Surrender» | 3:27     |  |
| 13.   | «Worst Part of Me»     | 3:52     |  |
| 38:04 |                        |          |  |

## Personal
Producido y diseñado por BJ Perry y John A. Pregler
- Brian Burkheiser - Voz
- Eric Vanlerberghe - Voz gutural y limpia
- Steve Menoian - Guitarra líder
- Dylan Bowman - Guitarra rítmica, segunda voz
- Tony Camposeo - Bajo
- Lee Runestad - Batería

## Posicionamiento en listas
| Lista (2016)                          | Mejor posición |
| ------------------------------------- | -------------- |
| Australia (ARIA)                      | {{{2}}}        |
| Canadá (Billboard Canadian Albums)    | 17             |
| New Zealand Heatseekers Albums (RMNZ) | 10             |
| Reino Unido (UK Albums Chart)         | 72             |
| Estados Unidos (Billboard 200)        | 15             |
| Estados Unidos (Top Rock Albums)      | 5              |